# 7. Jahrhundert v. Chr.
Portal Geschichte | Portal Biografien | Aktuelle Ereignisse | Jahreskalender | Tagesartikel

◄ |
2. Jt. v. Chr. |
1. Jahrtausend v. Chr. |  

◄ |
9. Jh. v. Chr. |
8. Jh. v. Chr. |
7. Jahrhundert v. Chr. |
6. Jh. v. Chr. |
5. Jh. v. Chr. |
►
Das 7. Jahrhundert v. Chr. begann am 1. Januar 700 v. Chr. und endete am 31. Dezember 601 v. Chr.

## Zeitalter/Epoche
- In Persien stiftet Zarathustra den Zoroastrismus (die Datierung ist umstritten).
- In Griechenland werden geschriebene Gesetze gebräuchlich und treten allmählich an die Stelle richterlicher Willkür; ebenso entstehen Lyrik und Musik. Die Hoplitentaktik kommt auf: Eine geschlossene Phalanx löst die ritterlichen Einzelkämpfer ab.
- In Assyriens Hauptstadt Ninive wird eine Bibliothek aus Tontafeln errichtet, die aber mit dem Untergang des assyrischen Reiches vernichtet wird.
- Erstmals wird ganz Afrika durch phönizische Seefahrer umschifft.

## Ereignisse/Entwicklungen

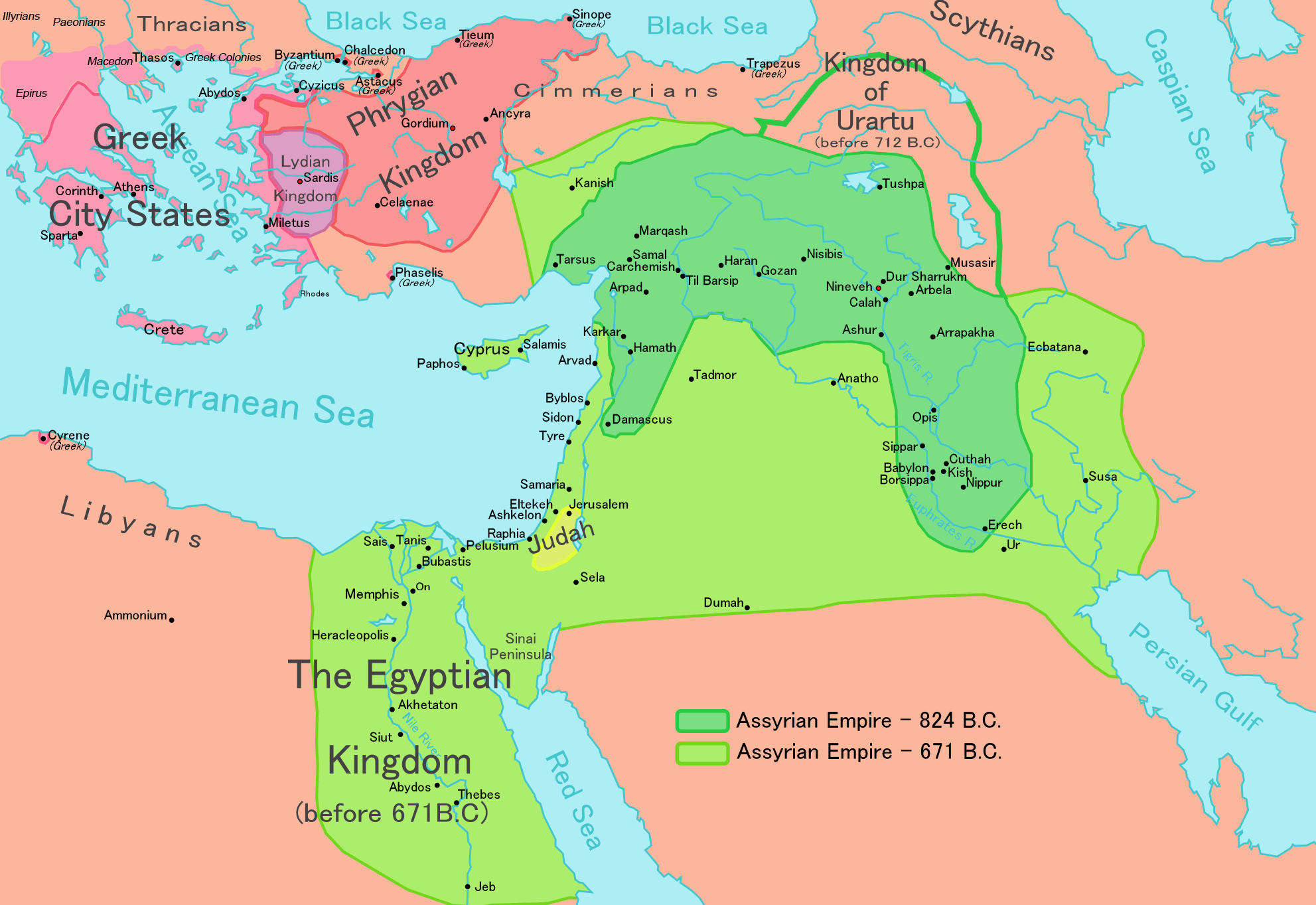
Übersicht zur territorialen Ausdehnung des Neuassyrisches Großreiches auf seinem politisch-militärischen Höhepunkt 671 v. Chr., sowie die umgebenden Herrschaftsbereiche

### Vorderasien

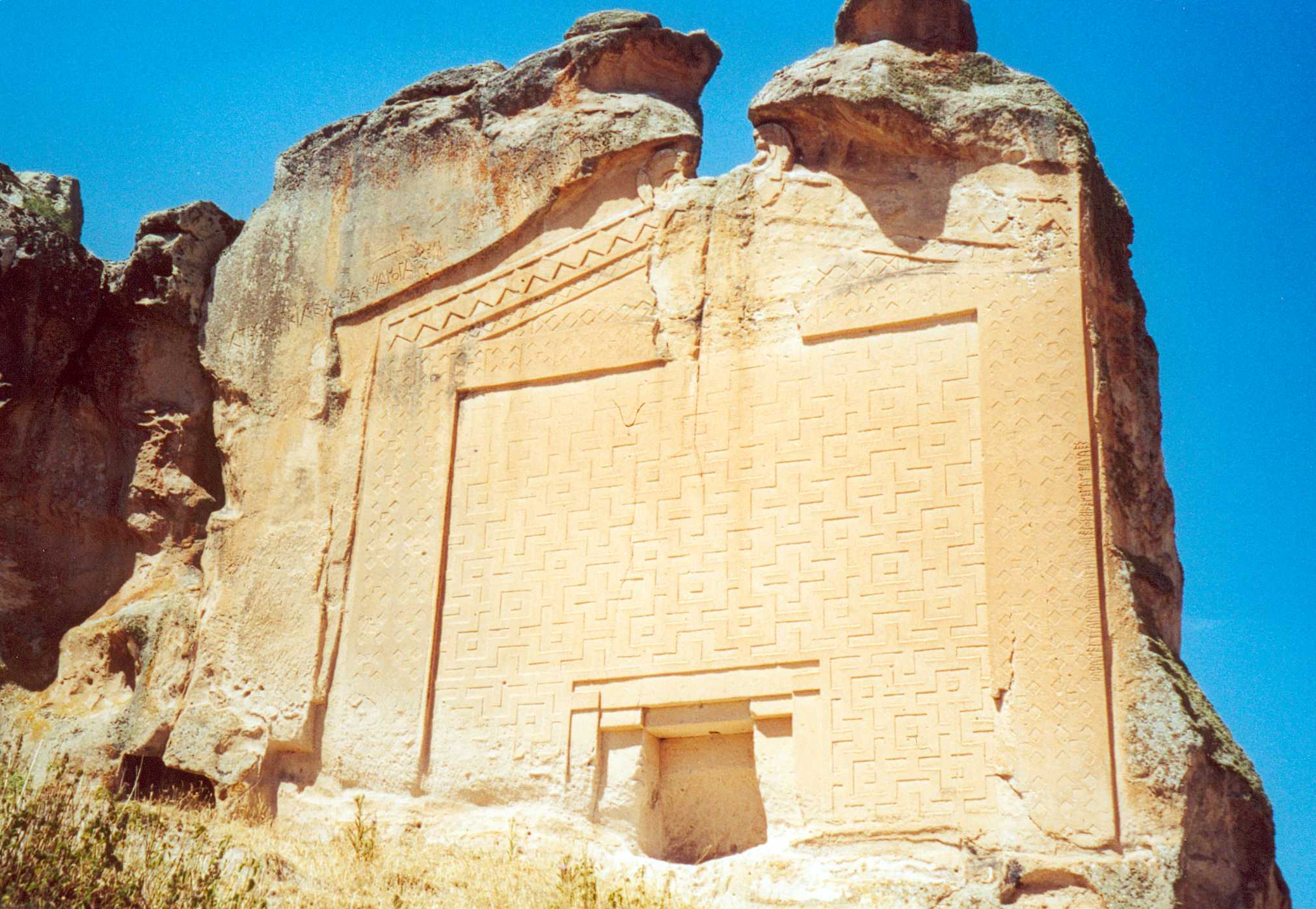
Relief in Midasstadt (Phrygien)

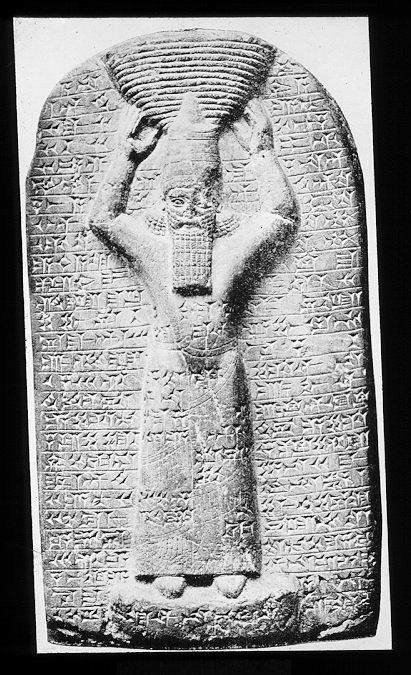
Assurbanipal als Bauherr mit Korb

- Um 700 v. Chr.: Blütezeit des südarabischen Reichs Saba, Bildung eines Großreiches unter dem Herrscher Karib’il Watar I.
- 696 oder 679 v. Chr.: Zerstörung Gordions durch Kimmerier, damit Zusammenbruch des Phrygerreichs; Midas soll sich beim Ansturm der Kimmerier das Leben genommen haben.
- 691 v. Chr.: Sieg des assyrischen Königs Sanherib über Elam in der Schlacht von Halule
- 689 v. Chr.: Babylon wird durch die Assyrer unter König Sanherib zerstört.
- Um 680 v. Chr.: Gyges wird der Überlieferung nach König von Lydien.
- Um 680 v. Chr.: Der assyrische König Asarhaddon besiegt ins Land eingedrungene Kimmerier, ein nomadisierendes Reitervolk, das anschließend Phrygien bezwingt und Verwüstungen in Lydien verursacht.
- 675 v. Chr.: Asarhaddon beginnt mit dem Wiederaufbau der Stadt Babylon.
- 669 v. Chr.: Assurbanipal folgt Assarhaddon auf dem assyrischen Thron.
- 652 v. Chr.: Beginn des vierjährigen Bürgerkrieges in Babylonien unter Šamaš-šuma-ukin
- 647 v. Chr.: Assurbanipal erobert und zerstört Susa.
- 626 v. Chr.: Nabopolassar rebelliert gegen die assyrische Herrschaft und begründet das Neubabylonische Reich.
- 625 v. Chr.: Die Meder und die Babylonier greifen die assyrische Residenz Ninive an.
- 622 v. Chr.: Auffindung des mosaischen Gesetzbuches im Tempel von Jerusalem
- 614 v. Chr.: Die Meder zerschlagen Assyrien und zerstören Aššur.
- 612 v. Chr.: Zerstörung von Ninive durch die Babylonier und Meder am 10. August. Der assyrische König Sinsharishkun kommt dabei ums Leben. Sein Nachfolger Assuruballit II. hält sich noch in Harran.
- 609 v. Chr.: König Josia von Juda stirbt in der Schlacht von Megiddo gegen die Ägypter unter Necho II. (2Kön 23,29-30; 2Chr 35,22-23).
- 609 v. Chr.: Die Babylonier erobern Harran, wobei der assyrische König Assuruballit II. fällt: Ende des assyrischen Reiches.
- 605 v. Chr.: Schlacht bei Karkemiš: Sieg des babylonischen Kronprinzen Nebukadnezar II. über die Ägypter unter Necho II.

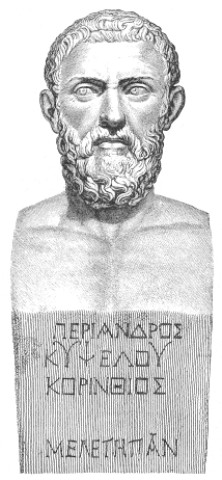
Periandros

Sappho, Münzabbildung

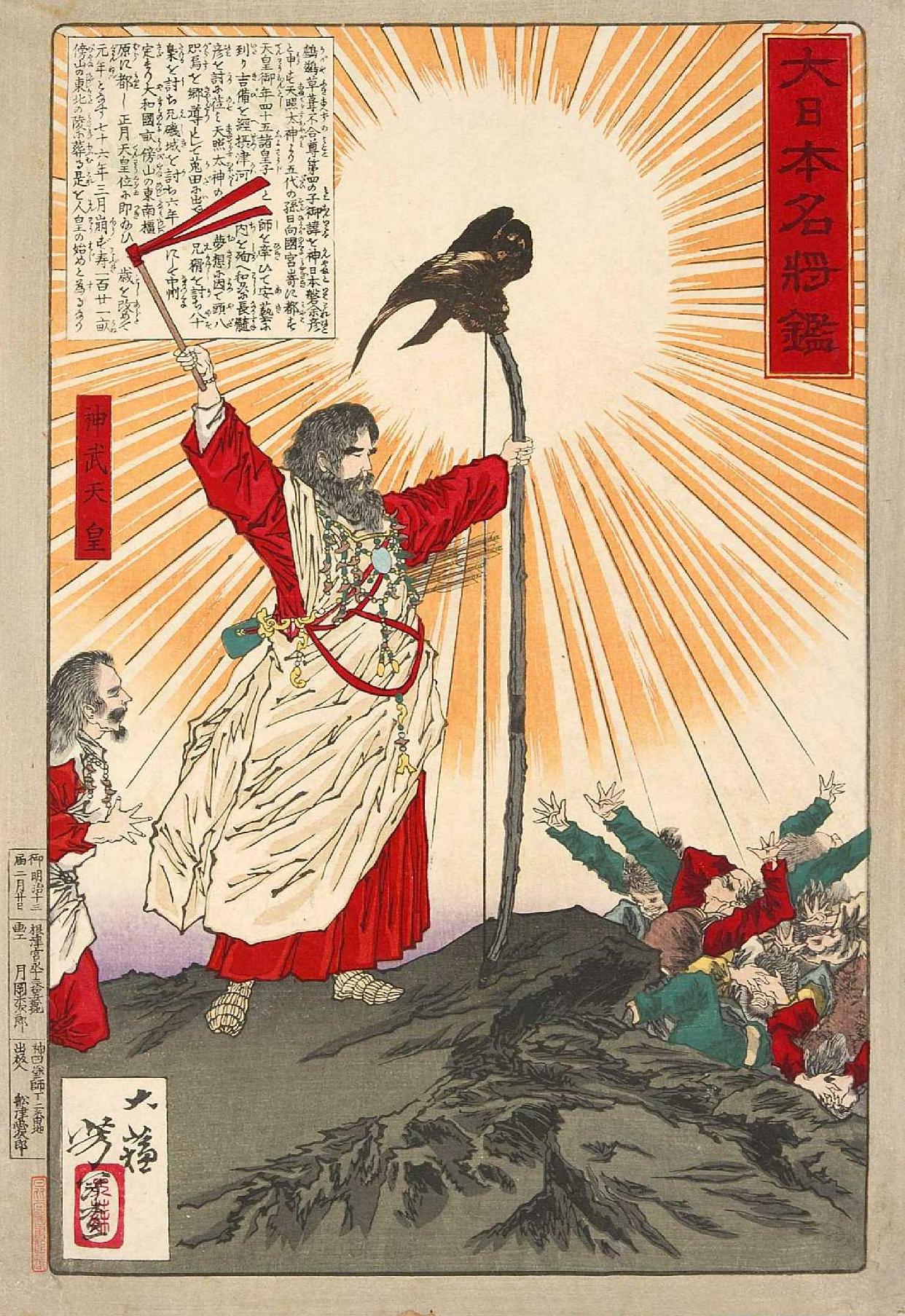
Jimmu-tennō (Druck aus der Meiji-Zeit)

### Griechenland
- 688 v. Chr.: Bei den 23. Olympischen Spielen wird der Faustkampf eingeführt.
- 682 v. Chr.: Beginn der attischen Archontenlisten
- 669 v. Chr.: Schlacht von Hysiai zwischen Sparta und Argos
- um 669 v. Chr.: Beginn des 2. Messenischen Krieges (Datierung ist strittig!)
- 664 v. Chr.: Erste überlieferte Seeschlacht der griechischen Geschichte (zwischen Korinth und Kerkyra)
- Um 657 v. Chr.: Kypselos errichtet in Korinth eine Tyrannis.
- 639–630 v. Chr.: Der Seefahrer Kolaios aus Samos durchquert als erster Grieche die Straße von Gibraltar.
- 632 v. Chr.: Vergeblicher Umsturzversuch des Kylon in Athen
- Um 628 v. Chr.: Periander wird Nachfolger des Kypselos als Tyrann von Korinth.
- 624 v. Chr.: Drakon reformiert das athenische Strafrecht.
- Ende 7. Jh./Anf. 6. Jh.: Lebenszeit mehrerer bedeutender griechischer Dichter: Alkman, Sappho, Alkaios von Lesbos

### Ostasien
- 683 v. Chr.: Der Staat Lu schlägt eine Invasion des wesentlich mächtigeren Staates Qi zurück.
- 667 v. Chr.: Dem Fürst Huan von Qi wird vom Zhou-König offiziell der Titel des ba (Hegemon) verliehen, womit die Zeit der Fünf Hegemonen beginnt.
- 660 v. Chr., 11. Februar: Legendärer Regierungsbeginn von Jimmu, mythischer erster Tennō (Kaiser) Japans, Epoche der japanischen Zeitrechnung; in Wahrheit regierte der erste Kaiser fast mit Sicherheit erst ab dem 5. Jahrhundert n. Chr.
- 632 v. Chr.: Schlacht von Chengpu: Das chinesische Reich Jin und seine Verbündeten siegen über das Reich Chu und dessen Verbündete.

### Nordafrika
- 671 v. Chr.: Assarhaddon erobert Ägypten und zieht am 5. Juli in Memphis ein.
- 663 v. Chr.: Zerstörung von Theben (No-Amon) durch die Assyrer. Psammetich I. wird Nachfolger von Necho I. als König von Ägypten.
- 653 v. Chr. Psammetich I. erreicht die ägyptische Unabhängigkeit gegen Assyrien mit finanzieller Unterstützung Lydiens (Karische und griechische Söldner im Einsatz für die 26. Dynastie).
- 631 v. Chr.: Gründung der griechischen Kolonie Kyrene in Libyen („Kyrenaika“).

### Restliches Europa
- Um 660 v. Chr.: Gründung von Byzanz durch Siedler aus Megara.
- ab Mitte des 7. Jh.: Gründung vieler Kolonien rund um das Schwarze Meer durch Milet.
- Um 640 v. Chr.: Ancus Marcius wird zum König (rex) von Rom gewählt.
- Um 600 v. Chr.: Pompeji wird auf einem Hügel nahe der Mündung des Sarno von den Oskern gegründet. Gründung von Capua.
- Um 600 v. Chr.: Gründung Marseilles durch griechische Kolonisten.
- Um 600 v. Chr.: Gründung Mailands als keltische Siedlung.
- Um 600 v. Chr.: Beginn der Eisenverarbeitung in Mitteleuropa.

## Persönlichkeiten
- Alkaios von Lesbos, griechischer Dichter (* 630 v. Chr.; † 580 v. Chr.)
- Alkman, griechischer Dichter und Komponist
- Amasis, ägyptischer König
- Anaximander, griechischer Naturphilosoph (* 610 v. Chr.; † 546 v. Chr.)
- Ancus Marcius, römischer König (* 675 v. Chr.; † 617 v. Chr.)
- Archilochos, griechischer Dichter
- Arion von Lesbos, griechischer Dichter und Sänger
- Äsop, griechischer Dichter
- Aššur-bāni-apli, assyrischer König
- Asarhaddon, neuassyrischer König
- Braspati, indischer Philosoph
- Drakon, griechischer Rechtsreformer
- Ezechiel, jüdischer Prophet
- Jeremia, judäischer Prophet
- Joschija, judäischer König
- Kallinos, griechischer Dichter
- Karib’il Watar I., sabäischer König
- Kolaios, griechischer Seefahrer
- Kyaxares II., medischer König
- Manasse, judäischer König
- Necho II., ägyptischer König
- Nabopolassar, babylonischer König
- Nebukadnezar II., babylonischer König
- Numa Pompilius, römischer König
- Peisistratos, griechischer Politiker
- Phraortes, medischer König
- Psammetich I., ägyptischer König
- Sappho, griechische Dichterin
- Solon, griechischer Politiker
- Suizei, japanischer Kaiser (jap. 綏靖天皇; * 632 v. Chr.; † 10. Mai 549 v. Chr.)
- Stesichoros, griechischer Dichter
- Terpandros, griechischer Dichter und Tonsetzer
- Thales, griechischer Philosoph
- Tyrtaios, griechischer Dichter und Sänger
- Zarathustra, persischer Religionsstifter
- Zedekia, letzter König von Juda

## Erfindungen und Entdeckungen
- Erste Münzprägung in Lydien
- In Amerika entsteht bei den Olmeken eine erste Form der Druckkunst mit einfachen Rollsiegeln für amtliche Zwecke.

## Kunst
- Mit dem Maler von Berlin A 34 tritt der erste Vasenmaler des schwarzfigurigen Stils in Athen auf.